# SAS Combat Simulator
SAS Combat Simulator è un videogioco sparatutto a scorrimento militare, pubblicato nel 1989 per gli home computer Amstrad CPC, Commodore 64, ZX Spectrum, Amiga e Atari ST dalla Codemasters, nella fascia di prezzo economica. Il titolo fa riferimento alle forze speciali SAS britanniche. Come per altri giochi Codemasters del periodo, la parola Simulator ha ben poco a che vedere con il contenuto, che è un tradizionale sparatutto appartenente al filone di Commando, con l'aggiunta di sequenze di corpo a corpo con visuale di lato vagamente simili a Green Beret. Molte recensioni della versione Amiga furono negative, mentre nelle versioni a 8 bit venne generalmente considerato discreto, anche se poco originale.

## Modalità di gioco
Il giocatore controlla un soldato attraverso quattro livelli, in zone di giungla, deserto o palude. Ciascun livello è composto da due fasi, dove l'obiettivo è sempre arrivare in fondo al percorso.
La prima fase è uno sparatutto con visuale dall'alto simile a Commando, ma la direzione di scorrimento varia durante il percorso; in ogni livello ci sono uno o più tratti a scorrimento orizzontale verso destra oppure verticale verso l'alto. Il soldato può camminare e sparare nelle otto direzioni e inizialmente è dotato di fucile e di una scorta limitata di granate. Queste ultime si lanciano in tutte le direzioni tenendo premuto a lungo il pulsante di fuoco e si rimpiazzano raccogliendo ricariche. Altri power-up permettono di ottenere fuoristrada, carro armato, smart bomb, fuoco rapido, ecc.; i veicoli sono immuni ai proiettili semplici, ma in molte versioni, pur muovendosi in tutte le direzioni, puntano sempre in avanti. I nemici comuni sono soldati armati come il protagonista, ma si incontrano anche veicoli, postazioni di artiglieria e coccodrilli.
La seconda fase è un picchiaduro con visuale di profilo e scorrimento verso destra. Soldati nemici a piedi arrivano da entrambi i lati. I controlli sono limitati al movimento in orizzontale e a colpire con il coltello. L'azione si basa sul tempismo nel colpire i nemici a distanza ravvicinata prima che facciano altrettanto.